# Kroon (gebit)

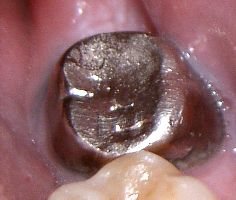
Kunstmatige kroon

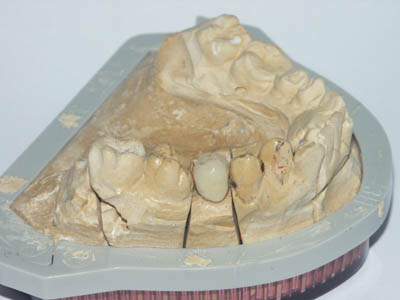
Kroon op model

De kroon is het zichtbare bovenste deel van de tand of kies; dit deel is veel kleiner dan het andere, niet zichtbare deel, de wortel.
De buitenkant van de kroon bestaat uit een heel harde stof: glazuur. De rest van een kies of een tand bestaat uit tandbeen. Tandbeen is minder hard dan glazuur. Binnenin lopen bloedvaten en zenuwen.

## Kunstmatige kroon
Naast een natuurlijke kroon kan er ook sprake zijn van een kunstmatige kroon. Dit is een kapje van een keramiek en/of metaal dat precies past over een afgeslepen tand of kies en daaraan wordt vastgelijmd. Om een kroon een zo natuurlijk mogelijk uiterlijk te geven, wordt de kap opgebouwd met een laag translucent porselein. Een kunstmatige kroon wordt gebruikt als er onvoldoende houvast is voor een vulling door tandbederf van een groot deel van de tand of kies. Verder kunnen er cosmetische motieven zijn; hierbij gaat het meestal om slecht gevormde of verkleurde tanden of kiezen voor in de mond.

### Productie
Eerst wordt er een afdruk van het gebit gemaakt met een afdrukmateriaal of met een intraorale scanner. Het afdrukmateriaal kan van verschillende samenstelling zijn, zoals bijvoorbeeld van hydrocolloid, polyether, siliconen of andere polymeren. Sommige afdrukmaterialen zijn scanbaar, zodat ze direct kunnen worden gescand, zonder dat deze moet worden uitgegoten in gips. Deze afdruk wordt dan meestal verzonden naar een tandtechnisch laboratorium of een freescentrum. Het vervaardigen van een kroon is precisiewerk en wordt steeds vaker gefreesd met behulp van CAD/CAM en afgewerkt door een tandtechnicus. Het gereed gekomen product wordt weer verzonden naar de behandelende tandarts, waar de kroon verder wordt voorzien van lijm, om op de afgeslepen tand of kies te worden geplaatst.

### Mechanische spanningen
Doordat de tand of kies en de kunstmatige kroon uit twee verschillende soorten materialen bestaan en deze bij kou en warmte een verschillende thermische uitzettingscoëfficiënt hebben komen er mechanische spanningen op het dunne vlak van de composietlijm wat kan resulteren in het loslaten van de kroon.

### Composietrestauraties (partiële slijping) versus volledige omslijping
Doordat de nieuwe composietreparatiematerialen inmiddels zover zijn doorontwikkeld dat ze voldoende slijtvast zijn (de problemen van de eerste generaties), en doordat bij deze hersteltechniek de spanningen niet alleen op het lijmvlak worden uitgeoefend, (minder kans op loslaten), is er discussie binnen de tandheelkunde over de te verkiezen methode.

#### Micro-invasieve-tandheelkunde
Door gebruik te maken van luchtabrasie- en lasertechnieken in combinatie met kleeftechnieken en composietvullingen, is het mogelijk om minder tandweefsel op te offeren dan met volledige omslijping (het plaatsen van een kunstmatige kroon).

### Economie
Een composietreparatie kan binnen één sessie gedaan worden. De kunstmatige kroon methode vereist twee sessies in verband met de levertijd, dit heeft een kostenverhogend effect.

### Levensduur
- Het gekozen merk en producttype bepalen mede de levensduur van het reparatiemateriaal.
- Productinformatie bevat onder meer de houdbaarheidsdatum van de composietlijmen.